# Cecil Rhodes
Cecil John Rhodes (Bishop's Stortford, Engleska, 5. srpnja 1853. – Muizenberg, Južnoafrička Republika, 26. ožujka 1902.), britanski političar.
U svom kratkom životu stekao je veliko bogatstvo, bio premijer, a čak je i jedna zemlja nazvana po njemu – Rodezija – danas Zimbabve. U Južnu Afriku prvi je put otišao 1870. godine zbog lošeg zdravlja. Svoje bogatstvo stekao je djelotvornom kontrolom nad južnoafričkom industrijom dijamanata pod imenom "Britanske južnoafričke kompanije". 
Godine 1895. osniva carstvo pod svojim imenom – Rodeziju (današnji Zimbabve), formalno pripojivši područja južno od rijeke Zambezi, kojima je upravljala Južnoafrička kompanija. Britance je smatrao prvom rasom svijeta i sanjao je o ujedinjenju anglo-američkog svijeta pod jednu zajedničku imperijalističku vlast. 

## Životopis
Bio je jedno od dvanaestoro djece oca svećenika. Trebao je postati svećenik, ali ga je priječilo slabo zdravlje. Tijekom cijeloga života borio se protiv tuberkuloze. Pošto su mu liječnici preporučili odseliti u južnu Afriku, poslušao ih je 1870. u dobi od 17 godina. Dvije godine kasnije se s jednim od braće uputio kopati dijamante u Kimberley, te se preko noći obogatio. Godine 1877. postao je mason, a 1880. milijunaš. Te je godine osnovao De Beersovo rudarsko društvo, koje je postalo najveće rudarsko poduzeće na svijetu. Već 1881. posvetio se politici i postao član zakonodavnog tijela kolonije Cape. Potom se u 28. godini još jedanput vratio u Oxford i diplomirao filozofiju, te se stao pripremati za stjecanje višeg naslova.
Organizirao je golemi Consolidated Gold Fields i 1886. postao poznat kao kralj zlata, kad je već bio kralj dijamanata. Novac mu je bio potreban pretežno za ostvarivanje političkih ciljeva. Godine 1889. osnovao je Britansko južnoafričko društvo za razvoj sjevera, današnjih Bocvane i Zimbabvea. Iduće godine postaje ministar predsjednik kolonije Cape, a već je tada u 37. godini uz to bio glava De Beersa, Consolidated Gold Fieldsa, te Britanskoga južnoafričkog društva s poveljom britanske vlade.
Koliko je poznato, nikada nije imao veze ni s jednom ženom. Izbjegavao ih je i tražio od svojih suradnika ne ženiti se. Godine 1901. bio je pozvan na ručak kod kraljice Viktorije. Pitala ga je li istina da je ženomrzac, a on je odgovorio da ne može mrzjeti spol kojemu pripada njeno veličanstvo. Nakon što ga je upitala čime se sada bavi, kazao je da se trudi proširiti njene dionice. Umro je 1902., iako mu je jedan liječnik u Oxfordu predskazao smrt 1873. godine.

### Zanimljivosti
Rhodes se odlikovao megalomanskim idejama. Smatrao je ljude koji govore engleskim gospodarećom rasom, a Britansko Carstvo najvećim dostignućem u ljudskoj povijesti. Držao je da britanska kruna mora blagomilostivo upravljati cijelim svijetom. Kovao je plan pomoću britanskih naseljenika zauzeti cijelu Afriku, Svetu zemlju, dolinu Eufrata, otoke Cipar i Kandiju, cijelu Južnu Ameriku, dotad nezauzete tihooceanske otoke, cijelo Malajsko otočje, obale Kine i Japana i naposljetku SAD. Bio je čvrsto uvjeren kako Britancima pripada pravo upravljati svim kontinentima onemogućujući pojavu ratova i radeći na dobrobiti čovječanstva.
Sanjario je o željezničkoj pruzi od Rta dobre nade do Kaira, te telegrafskoj crti između Salisburyja u tadašnjoj Južnoj Rodeziji i Ugande. Jedanput je naredio svojim povjerenicima kupiti mu cijelu dolinu Drakenstein, u kojoj bi htio bez obzira na cijenu podići farmu. To je jednako kao kad bi neki Francuz htio kupiti dolinu Rhone.